# Рапперсвиль-Йона Лейкерс
Хокке́йный клуб «Рапперсвиль-Йона Лейкерс» (нем. Rapperswil-Jona Lakers) — профессиональный хоккейный клуб, представляющий швейцарскую коммуну Рапперсвиль-Йона. Выступает в Швейцарской национальной лиге. Домашняя арена — «Дайнерс Клаб Арена» — вмещает 6 100 зрителей.

## История
Клуб был основан в 1945 году под названием «СК Рапперсвиль-Йона». В 2000 году команда была переименована в «СКРЙ Спорт АГ», а в 2005 году приняла своё нынешнее название. С 1995 года клуб выступает в Швейцарской национальной лиге. Лучшим результатом команды является 4 место в 2006 году.

## Известные игроки
Дуг Гилмор

 Олег Белов

 Мариуш Черкавски

 Микко Элоранта

 Ханнес Хювёнен

 Микаэль Самуэльссон

 Майк Буллард

 Илья Бякин

 Кристиан Хуселиус

 Зак Лесли